# Wat zijn we lekker weg
Wat zijn we lekker weg is een lied van de Nederlandse radio-dj Kai Merckx. Het werd in 2023 als single uitgebracht.

## Achtergrond
Wat zijn we lekker weg is geschreven en geproduceerd door Léon Paul Palmen, Tim Boomsma en Jordi de Fluiter. Het is een nummer dat past in het genre nederpop. In het lied zingt de artiest over vakantie en wat hij tijdens zijn vakantie doet. Het lied kwam voort uit een idee van Merckx om een lied te maken met behulp van kunstmatige intelligentie. Luisteraars van radiozender Qmusic konden steekwoorden insturen, waarna deze als input van de AI werden gebruikt. Het resultaat werd echter door een medewerker van Qmusic omschreven als "een sinterklaasgedicht van mijn zusje van 12 jaar". Daarom ging Merckx met enkele liedjesschrijvers aan de slag om het lied af te maken. Hetzelfde geldt voor de melodie: eerst probeerde Merckx deze met behulp van AI te maken, maar het resultaat was onbevredigend en daarom gingen liedjesschrijvers ermee verder. De videoclip is echter wel volledig met behulp van AI gemaakt.

## Hitnoteringen
De zanger had weinig succes met het lied. Er was geen notering in de Single Top 100 en ook de Top 40 werd niet bereikt. Bij laatstgenoemde was er wel de vijftiende plaats in de Tipparade.